# Iridophanes pulcherrimus
Az Iridophanes pulcherrimus a madarak (Aves) osztályának verébalakúak (Passeriformes) rendjébe, ezen belül a tangarafélék (Thraupidae) családjába tartozó Iridophanes nem egyetlen faja.

## Rendszerezése
A fajt Philip Lutley Sclater angol ügyvéd és zoológus írta le 1853-ban, a Dacnis nembe Dacnis pulcherrima néven. Sorolták a Chlorophanes nembe Chlorophanes pulcherrimus néven is.

## Alfajai
- Iridophanes pulcherrimus aureinucha (Ridgway, 1879)
- Iridophanes pulcherrimus pulcherrimus (Sclater, 1853)[2]

## Előfordulása
Az Andok hegységben Kolumbia, Ecuador és Peru területén honos. Természetes élőhelyei a szubtrópusi és trópusi hegyi erdők, valamint másodlagos erdők.

## Megjelenése
Testhossza 11 centiméter, testtömege 14-17 gramm.
|  |

## Természetvédelmi helyzete
Az elterjedési területe nagyon nagy, egyedszáma ugyan csökken, de még nem éri el a kritikus szintet. A Természetvédelmi Világszövetség Vörös listáján nem fenyegetett fajként szerepel.

## További információ
- Képek az interneten a fajról
- Xeno-canto.org - a faj elterjedése és hangja